# Everinghausen (Schalksmühle)
Everinghausen ist ein Ortsteil der Gemeinde Schalksmühle im Märkischen Kreis im Regierungsbezirk Arnsberg in Nordrhein-Westfalen (Deutschland).

## Lage und Beschreibung
Das Dorf befindet sich auf einer Hochfläche zwischen dem Bach Hilmecke und dem Wilfesche Bach nahe der Stadtgrenze zu Hagen. Der Ort ist über eine Zufahrt von der Landesstraße 561 in Höhe von Everinghauserheide erreichbar. Der Bach Hemecke entspringt bei Everinghausen.
Weitere Nachbarorte auf dem Schalksmühler Gemeindegebiet sind Reineberge, Kamp, Mummeshohl, Mesewinkel, Siepen, Berkey, Felde, Ramsloh, Davidshöhe, Wilfesche, Holthausen, Muhlerhagen und die Wüstung Hilmecke, sowie Sterbeckerhammer, Rohagen und Lindenteich auf Hagener Stadtgebiet.

## Geschichte
Everinghausen gehörte bis zum 19. Jahrhundert der Midder Bauerschaft des Kirchspiels Hülscheid an. Ab 1816 war der Ort Teil der Gemeinde Hülscheid in der Bürgermeisterei Halver im Kreis Altena, 1818 lebten 112 Einwohner im Ort. Der laut der Ortschafts- und Entfernungs-Tabelle des Regierungs-Bezirks Arnsberg als Dorf kategorisierte Ort besaß 1839 21 Wohnhäuser, drei Fabrikationsstätten bzw. Mühlen und 13 landwirtschaftliche Gebäude. Zu dieser Zeit lebten 115 Einwohner im Ort, davon drei katholischen und 112 evangelischen Bekenntnisses.
1844 wurde die Gemeinde Hülscheid mit Everinghausen von dem Amt Halver abgespaltet und dem neu gegründeten Amt Lüdenscheid zugewiesen.
Der Ort ist auf der Preußischen Uraufnahme von 1840 unter dem Namen Everinghausen verzeichnet. Ab der Preußischen Neuaufnahme von 1892 ist der Ort auf Messtischblättern der TK25 als Everinghausen verzeichnet.
Die Gemeinde- und Gutbezirksstatistik der Provinz Westfalen führt 1871 den Ort als Weiler unter dem Namen Everinghausen mit 22 Wohnhäuser und 169 Einwohnern auf.  Das Gemeindelexikon für die Provinz Westfalen gibt 1885 für Everinghausen eine Zahl von 136 Einwohnern an, die in 22 Wohnhäusern lebten. 1895 besitzt der Ort 23 Wohnhäuser mit 125 Einwohnern, 1905 werden 22 Wohnhäuser und 151 Einwohner angegeben.
1969 wurden die Gemeinden Hülscheid und Schalksmühle zur amtsfreien Großgemeinde (Einheitsgemeinde) Schalksmühle im Kreis Altena zusammengeschlossen und Everinghausen gehört seitdem politisch zu Schalksmühle, das 1975 auf Grund des Sauerland/Paderborn-Gesetzes Teil des neu geschaffenen Märkischen Kreises wurde.